# خیابان دبیراعظم
خیابان آیت‌الله کاشانی یا خیابان دبیراعظم خیابانی در شهر کرمانشاه و از خیابان‌های مهم است که از میدان انقلاب (شهرداری سابق) آغاز شده و تا میدان مصدق (آیت‌الله کاشانی) امتداد می‌یابد. این خیابان به طول ۴۹۰ متر در جهت شمال شرقی-جنوب غربی در منطقه ۴ شهرداری کرمانشاه کشیده‌شده‌است.

## نامگذاری
نام رسمی این خیابان پیش از انقلاب خیابان شاه بود و پس از آن به خیابان مصدق تغییر پیدا کرد،‌ اما پس از مدت کوتاهی حکومت جدید این نام را به خیابان آیت‌الله کاشانی تغییر داد. با این وجود این خیابان در میان مردم همچنان با نام قدیمی خیابان دبیراعظم نامیده می‌شود. دبیراعظم، لقب محمدحسن‌خان مدنی معین‌الکتاب، از منشیان ادواری حکومت‌های کرمانشاهان در اواخر قاجار بوده‌است که در زمان تصدی وزارت دادگستری توسط علی‌اکبر داور، ریاست عدلیه کرمانشاه را برعهده داشته‌است.
میرزا محمدحسن‌خان مدنی فرزند حاج حکیم‌باشی به خاطر مهارتش در خوشنویسی، به سمت منشی حسام‌الملک منصوب می‌شود. او پس از مدتی به تهران می‌رود و در دربار مظفرالدین شاه به درجۀ خلعت و سپس عمادالسطنه رسیده و درنهایت به دبیراعظم ملقب می‌شود. وی درسال ۱۳۲۳ درگذشت. منزل محمدحسن‌جان مدنی معین‌الکتاب (دبیراعظم) در محلۀ علافخانه با نام خانۀ معین‌الکتاب به ثبت ملی رسیده‌است.

## تاریخچه

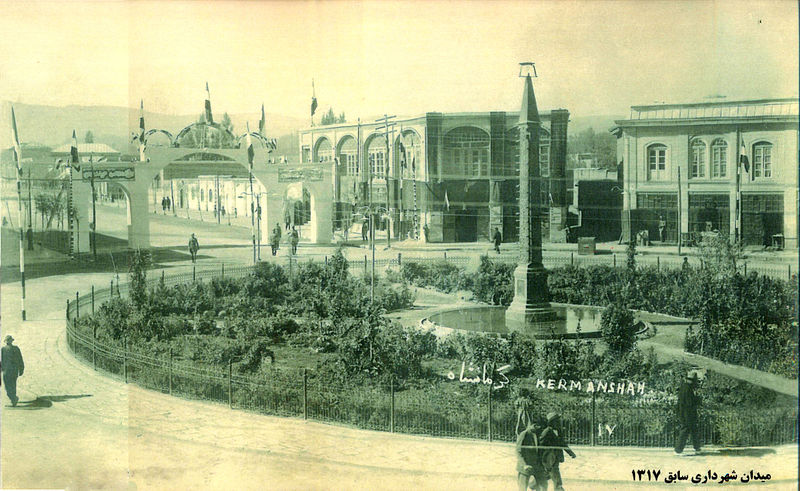
میدان شهرداری سابق در شمال شرقی خیابان دبیراعظم، سال ۱۳۱۷. دروازه ورودی خیابان دبیراعظم در سمت چپ تصویر دیده می‌شود.

خیابان دبیراعظم از دهه ۱۳۴۰ خورشیدی به عنوان یک عرصه عمومی در شهر کرمانشاه مطرح شد. وجود پاساژهای زیاد، کافه‌ها، رستوران‌ها، سینماها و کتابفروشی‌ها این خیابان را به مکانی برای گذران اوقات و پرسه‌زنی جوانان تبدیل کرد. در گذشته در این خیابان چهار سینما به نام‌های سینما کریستال، متروپل، دیانا (مهتاب)، و مولن روژ وجود داشت که همگی پس از انقلاب ۱۳۵۷ تعطیل و متروکه شدند. یکی از قدیمی‌ترین هتل‌های کرمانشاه به نام هتل بیستون نیز در این خیابان ساخته‌شد.
نزدیکی خیابان دبیراعظم به کاخ استانداری سابق کرمانشاه و نیز انجمن فرهنگی ایران و شوروی (در ضلع شمالی میدان مصدق) و اداره انتشارات و تبلیغات بریتانیا (در ضلع غربی میدان شهرداری سابق، طبقه همکف کلانتری ۲، جنب کوچه ارمنیان) بر اهمیت سیاسی و تاریخی این خیابان افزوده‌است.

## اماکن مهم
- هتل بیستون
- مجتمع تجاری-اداری ارگ
- خانه صنایع دستی کرمانشاه[۵]
- ساختمان دکتر کوشکی

## ورودی‌ها و برخوردگاه‌ها
خیابان دبیراعظم در مسیر خود از منطقه ۴ شهرداری کرمانشاه می‌گذرد. این خیابان در امتداد خیابان مدرس در راستای شمال شرق-جنوب غرب قرار دارد..
| از شمال شرقی به جنوب غربی                                        | از شمال شرقی به جنوب غربی   | از شمال شرقی به جنوب غربی |
| ---------------------------------------------------------------- | --------------------------- | ------------------------- |
| خیابان مدرس خیابان معلم شرقی (شاه‌بختی) خیابان معلم غربی          | میدان انقلاب (شهرداری سابق) |                           |
| هتل بیستون                                                       |                             |                           |
| خیابان شیر و خورشید (ذوالریاستین) خیابان اشرفی اصفهانی (پل چوبی) | میدان مصدق (آیت‌الله کاشانی) |                           |
| از جنوب غربی به شمال شرقی                                        |                             |                           |